# Autostrada CT.01
L'autostrada CT.01, chiamata anche autostrada Nord-Sud (in inglese North-South Expressway), è un'importante autostrada del Vietnam per la maggior parte allo stato di progetto di cui, al 2021, ne sono stati costruiti solo quattro tronconi separati per un totale di poco più di 300 km. Il progetto prevede un percorso autostradale unico di 1.811 km che ha inizio nel nord, nella capitale Hanoi, fino ad arrivare nell'estremo sud a Cần Thơ seguendo il percorso della strada nazionale QL.1.
L'autostrada fa parte del più ampio progetto internazionale delle Autostrade asiatiche ed è stata inclusa nel percorso della Asian Highway 1 (AH1).

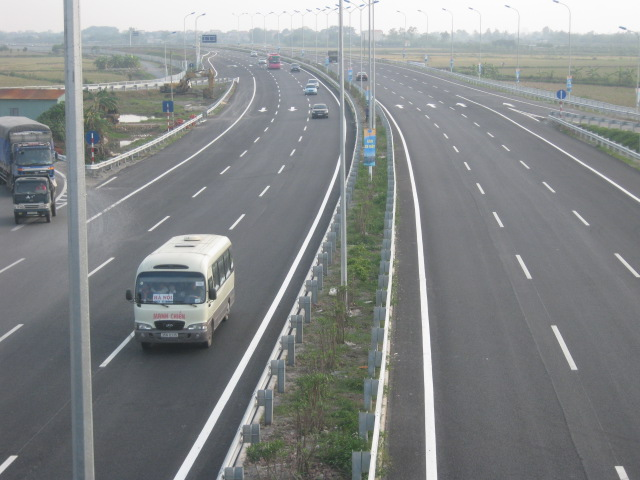

## Tabelle percorso

### Hanoi - Ninh Binh
| Autostrada Autostrada Nord-Sud |                                                  |      |      |           |          |
| Tipo                           | Indicazione                                      | ↓km↓ | ↑km↑ | Provincia | Asiatica |
|                                | QL.1 - Hanoi Centro                              | 0,0  | 78,5 | Hanoi     | Asiatica |
|                                | Tangenziale di Hanoi                             | 1,0  | 77,5 | Hanoi     | Asiatica |
|                                | Barriera                                         | 2,7  | 75,7 | Hanoi     | Asiatica |
|                                | Thường Tín                                       | 34,9 | 68,8 | Hanoi     | Asiatica |
|                                | Van Diem                                         | 50,9 | 54,9 | Hanoi     | Asiatica |
|                                | Dai Xuyen                                        | 55,8 | 45,9 | Hanoi     | Asiatica |
|                                | Vuc Vong                                         | 62,9 | 30,7 | Ha Nam    | Asiatica |
|                                | Area di servizio                                 | 64,1 | 26,8 | Ha Nam    | Asiatica |
|                                | Phủ Lý                                           | 67,7 | 17,8 | Ha Nam    | Asiatica |
|                                | Ninh Bình                                        | 70,9 | 3,9  | Nam Dinh  | Asiatica |
|                                | Barriera                                         | 77,5 | 1,0  | Nam Dinh  | Asiatica |
|                                | Fine autostrada in esercizio Viabilità ordinaria | 78,5 | 0,0  | Nam Dinh  | Asiatica |

### Đà Nẵng - Quảng Ngãi
| Autostrada Autostrada Nord-Sud |                                                                                            |       |       |             |          |
| Tipo                           | Indicazione                                                                                | ↓km↓  | ↑km↑  | Provincia   | Asiatica |
|                                | Inizio autostrada in esercizio QL.1 - Da Nang                                              | 0,0   | 131,0 | Da Nang     | Asiatica |
|                                | Barriera                                                                                   | 80,9  | 60,9  | Da Nang     | Asiatica |
|                                | Hội An                                                                                     | 95,9  | 57,8  | Quang Nam   | Asiatica |
|                                | Ha Lam                                                                                     | 105,4 | 32,0  | Quang Nam   | Asiatica |
|                                | Tam Kỳ                                                                                     | 111,9 | 23,9  | Quang Nam   | Asiatica |
|                                | Chu Lai - Aeroporto di Chu Lai Zona Industriale di Truong Hai Porto industriale di Chu Lai | 121,9 | 11,9  | Quang Nam   | Asiatica |
|                                | Dung Quat Porto industriale di Dung Quat                                                   | 126,9 | 9,0   | Quang Nagai | Asiatica |
|                                | Quảng Ngãi                                                                                 | 128,0 | 6,9   | Quang Nagai | Asiatica |
|                                | Barriera                                                                                   | 130,0 | 3,0   | Quang Nagai | Asiatica |
|                                | Fine autostrada in esercizio QL.1 Viabilità ordinaria                                      | 131,0 | 0,0   | Quang Nagai | Asiatica |

### Dau Giay - Ho Chi Minh
| Autostrada Autostrada Nord-Sud |                                                 |      |      |             |          |
| Tipo                           | Indicazione                                     | ↓km↓ | ↑km↑ | Provincia   | Asiatica |
|                                | QL.1                                            | 0,0  | 55,0 | Dong Nai    | Asiatica |
|                                | Barriera                                        | 13,9 | 49,9 | Dong Nai    | Asiatica |
|                                | Phan Thiet                                      | 28,9 | 44,9 | Dong Nai    | Asiatica |
|                                | Area di servizio                                | 35,9 | 40,5 | Dong Nai    | Asiatica |
|                                | Long Thanh - QL.51                              | 37,0 | 36,9 | Dong Nai    | Asiatica |
|                                | Zona Industriale di Nhon Trach                  | 41,9 | 25,9 | Dong Nai    | Asiatica |
|                                | Barriera                                        | 42,9 | 14,9 | Ho Chi Minh | Asiatica |
|                                | Vanh Dai Tangenziale di Ho Chi Minh             | 50,8 | 5,0  | Ho Chi Minh | Asiatica |
|                                | Da Xuan Hop (solo dir. nord)                    | 52,9 | 2,0  | Ho Chi Minh | Asiatica |
|                                | Fine autostrada in esercizio Ho Chi Minh Centro | 55,0 | 0,0  | Ho Chi Minh | Asiatica |

### Ho Chi Minh - Mỹ Thuận
| Autostrada Autostrada Nord-Sud |                                              |      |      |             |
| Tipo                           | Indicazione                                  | ↓km↓ | ↑km↑ | Provincia   |
|                                | QL.1 - Ho Chi Minh Centro                    | 0,0  | 94,0 | Ho Chi Minh |
|                                | Barriera                                     | 20,9 | 76,9 | Ho Chi Minh |
|                                | Tangenziale Sud                              | 29,0 | 63,0 | Long An     |
|                                | Ben Luc                                      | 33,0 | 56,0 | Long An     |
|                                | Area di servizio                             | 38,9 | 49,0 | Long An     |
|                                | Tân An                                       | 41,0 | 32,0 | Long An     |
|                                | Tangenziale di Tan An                        | 42,0 | 21,0 | Tien Giang  |
|                                | Thân Cửu Nghĩa - Mỹ Tho                      | 43,0 | 16,0 | Tien Giang  |
|                                | Tân Hội - Cai Lậy                            | 86,0 | 10,6 | Tien Giang  |
|                                | Cái Bè                                       | 90,4 | 4,0  | Tien Giang  |
|                                | Mỹ Thuận - QL.1 Fine autostrada in esercizio | 94,0 | 0,0  | Tien Giang  |